# Azurtangara
Azurtangara (Poecilostreptus cabanisi) är en fågel i familjen tangaror inom ordningen tättingar.

## Utseende och läten
Azurtangaran är en 15 cm lång huvudsakligen himmelsblå tangara. På huvudet syns purpurblå hjässa samt svart tygel och ögoniris som formar en ögonmask. På ovansidan är den grönfläckig på manteln, ljust himmelsblå på övergumpen. På stjärten syns svarta centrala stjärtpennor med blå kanter. Undersidan är ljusare med svarta fjäll på övre delen av bröstet. Skapularer samt större och mellersta vingtäckarna är svarta, med smala blå kanter på de större. Vingpennornas ytterfan är azurblå, innerfanen svarta. Sången återges i engelsk litteratur som ett ljust "wi sseeu". Lätena är kvittrande och ljusa "sii".

## Utbredning och systematik
Azurtangaran förekommer i lövskogar i södra Mexiko (Chiapas) och i Guatemala. Den behandlas som monotypisk, det vill säga att den inte delas in i några underarter.

### Släktestillhörighet
Traditionellt placeras arten i släktet Tangara. Genetiska studier visar dock dels att släktet är polyfyletiskt, där en del av arterna står närmare släktet Thraupis, dels att utvecklingslinjerna inom Tangara är relativt gamla. De flesta taxonomiska auktoriteter har därför valt att dela upp Tangara i flera mindre släkten, bland annat Poecilostreptus med azurtangaran och systerarten glittertangara. BirdLife International har dock valt att istället expandera Tangara till att även omfatta Thraupis, och behåller därmed azurtangaran i Tangara.

## Status och hot
Azurtangaran har en liten världspopulation bestående av uppskattningsvis endast 6 000–17 000 vuxna individer. Den tros också minska i antal. Fågeln är därför upptagen på internationella naturvårdsunionen IUCN:s röda lista över hotade arter, kategoriserad som sårbar (VU).

## Namn
Fågelns vetenskapliga artnamn hedrar Jean Louis Cabanis (1816-1906), tysk ornitolog och grundande redaktör för Journal für Ornithologie 1853.